# سکته قلبی
انفارکتوس میوکارد (ام‌آی) (به انگلیسی: Myocardial infarction (MI)) که به‌طور رایج به آن سکته قلبی یا حمله قلبی گفته می‌شود، زمانی رخ می‌دهد که جریان خون در یکی از سرخرگ‌های کرونری قلب کاهش یابد یا متوقف شود، که این امر منجر به انفارکتوس (مرگ بافت) در ماهیچه قلب می‌شود. شایع‌ترین علامت، درد یا ناراحتی قفسه سینه در ناحیه پشت جناغ است که معمولاً به شانه چپ، بازو یا فک انتشار می‌یابد. گاهی این درد ممکن است شبیه سوزش سر دل احساس شود. سکته قلبی یکی از خطرناک‌ترین انواع سندرم حاد کرونری است.
سایر علائم ممکن است شامل تنگی نفس، تهوع، احساس ضعف، تعریق سرد، احساس خستگی و کاهش سطح هوشیاری باشند. حدود ۳۰٪ افراد علائم غیرمعمول دارند. زنان بیشتر از مردان ممکن است بدون درد قفسه سینه مراجعه کنند و به‌جای آن درد گردن، درد بازو یا احساس خستگی داشته باشند. در افراد بالای ۷۵ سال، حدود ۵٪ از موارد سکته قلبی ممکن است با علائم خفیف یا بدون علائم مشخص رخ دهد. سکته قلبی می‌تواند منجر به نارسایی قلب، ضربان نامنظم قلب، شوک قلبی یا ایست قلبی شود.
بیشتر موارد سکته قلبی ناشی از بیماری سرخرگ کرونری است. عوامل خطر شامل فشار خون بالا، دود کردن، دیابت، کم تحرکی، چاقی، کلسترول بالا، رژیم غذایی نامناسب و مصرف بیش‌ازحد الکل هستند. انسداد کامل یکی از سرخرگ‌های کرونری که معمولاً به دلیل پارگی یک پلاک آترواسکلروتیک ایجاد می‌شود، رایج‌ترین مکانیسم بروز سکته قلبی است. البته، در موارد کمتری، اسپاسم سرخرگ‌های کرونری نیز می‌تواند باعث این مشکل شود که ممکن است در اثر مصرف کوکائین، استرس عاطفی شدید (که اغلب به عنوان سندرم تاکوتسوبو یا سندرم قلب شکسته شناخته می‌شود) و قرار گرفتن در معرض سرمای شدید رخ دهد. برای تشخیص سکته قلبی، آزمایش‌های مختلفی مفید هستند، ازجمله نوار قلب (ای‌سی‌جی)، آزمایش‌های خون و آنژیوگرافی کرونری. نوار قلب که فعالیت الکتریکی قلب را ثبت می‌کند، می‌تواند انفارکتوس با صعود قطعه اس‌تی (اس‌تی‌ای‌ام‌آی) را در صورت وجود صعود قطعه اس‌تی تأیید کند. آزمایش‌های خون شامل تروپونین (که رایج‌تر است) و در برخی موارد کراتین کیناز ام‌بی می‌شوند.
زمان در درمان سکته قلبی بسیار مهم است. مصرف آسپرین به‌عنوان یک درمان فوری برای سکته قلبی مشکوک توصیه می‌شود. نیتروگلیسیرین یا موادهای افیونی‌ ممکن است برای تسکین درد قفسه سینه استفاده شوند، اما تأثیر مثبتی بر بهبود کلی بیمار ندارند. اکسیژن مکمل نیز برای بیمارانی که سطح اکسیژن پایینی دارند یا دچار تنگی نفس هستند، توصیه می‌شود. در موارد سکته قلبی اس‌تی‌ای‌ام‌آی، درمان‌ها با هدف بازگرداندن جریان خون به قلب انجام می‌شوند که شامل مداخله عروق کرونر از راه پوست (پی‌سی‌آی) است. در این روش، سرخرگ‌های مسدودشده باز می‌شوند و ممکن است از استنت‌گذاری استفاده شود. روش دیگر، ترومبولیز (حل کردن لخته خون با دارو) است. افرادی که دچار سکته قلبی ان‌اس‌تی‌ای‌ام‌آی می‌شوند، اغلب با داروهای رقیق‌کننده خون مانند هپارین تحت درمان قرار می‌گیرند و در بیماران پرخطر، ممکن است پی‌سی‌آی نیز انجام شود. در افرادی که چندین شریان کرونری مسدود دارند و مبتلا به دیابت هستند، عمل جراحی بای‌پس سرخرگ کرونری (سی‌ای‌بی‌جی) معمولاً به‌جای آنژیوپلاستی توصیه می‌شود. پس از سکته قلبی، تغییر سبک زندگی همراه با درمان طولانی‌مدت با آسپرین، بتا بلاکرها و استاتین‌ها معمولاً توصیه می‌شود.
در سراسر جهان، حدود ۱۵٫۹ میلیون مورد سکته قلبی در سال ۲۰۱۵ رخ داده است. بیش از ۳ میلیون نفر دچار حمله قلبی اس‌تی‌ای‌ام‌آی و بیش از ۴ میلیون نفر دچار حمله قلبی ان‌اس‌تی‌ای‌ام‌آی شده‌اند. حملات اس‌تی‌ای‌ام‌آی در مردان تقریباً دو برابر بیشتر از زنان رخ می‌دهد. در ایالات متحده، سالانه حدود یک میلیون نفر دچار سکته قلبی می‌شوند. در کشورهای توسعه‌یافته، نرخ مرگ‌ومیر ناشی از اس‌تی‌ای‌ام‌آی حدود ۱۰٪ است. بین سال‌های ۱۹۹۰ تا ۲۰۱۰، نرخ سکته قلبی در سنین مشخص به‌صورت جهانی کاهش یافته است. در سال ۲۰۱۱، سکته قلبی یکی از پنج بیماری پرهزینه در زمان بستری در بیمارستان‌های ایالات متحده بود که برای ۶۱۲,۰۰۰ بستری، هزینه‌ای حدود ۱۱٫۵ میلیارد دلار به همراه داشت.

## لغت‌شناسی
سکته قلبی (MI) به مرگ بافتی (آنفارکتوس) عضله قلب (میوکارد) ناشی از ایسکمی، یعنی کمبود اکسیژن رسانی به بافت میوکارد اشاره دارد. این نوعی سندرم حاد کرونری مربوط به تغییر ناگهانی یا کوتاه مدت علائم ناشی از تغییر جریان خون در قلب است.  برخلاف نوع دیگر سندرم حاد کرونری، آنژین ناپایدار، سکته قلبی در صورت مرگ سلولی رخ می‌دهد، این را می‌توان با اندازه‌گیری آزمایش خون برای نشانگرهای زیستی (پروتئین قلبی تروپونین) تخمین زد.  هنگامی که شواهدی از MI وجود دارد، ممکن است آن را به عنوان سکته قلبی قلبی STEMI یا سکته قلبی NSTEMI بر اساس نتایج ECG طبقه‌بندی کنند.
اصطلاح «حمله قلبی» اغلب به‌طور غیر اختصاصی برای اشاره به سکته قلبی استفاده می‌شود. سکته قلبی با ایست قلبی فرق می‌کند - اما می‌تواند باعث ایست قلبی شود، در ایست قلبی قلب منقبض نمی‌شود یا به حدی ضعیف پمپاژ می‌کند که تمام اندام‌های حیاتی دیگر کار نمی‌کنند، بنابراین ممکن است منجر به مرگ شود.  همچنین با نارسایی قلبی، که در آن عمل پمپاژ قلب مختل می‌شود، فرق دارد. با این حال، MI می‌تواند منجر به نارسایی قلبی شود.

## علائم و نشانه‌ها
درد قفسه سینه که ممکن است به سایر قسمت‌های بدن تیر بکشد یا نکشد، معمول‌ترین و قابل توجه‌ترین علامت سکته قلبی است. ممکن است با علائم دیگری مانند تعریق همراه باشد. 

### درد
درد قفسه سینه رایج‌ترین علامت سکته قلبی حاد است و اغلب به عنوان احساس گرفتگی، یا فشار توصیف می‌شود. درد اغلب به بازوی چپ انتشار پیدا می‌کند، اما ممکن است به فک پایین، گردن، بازوی راست، پشت و بالای شکم نیز منتشر شود. دردی که بیشترین میزان MI حاد را نشان می‌دهد، با بیشترین نسبت احتمال، درد ناشی از بازو و شانه راست است. به‌طور مشابه، درد قفسه سینه مشابه حمله قلبی قبلی نیز مهم است. درد همراه با MI معمولاً منتشر است، با تغییر وضعیت تغییر نمی‌کند و بیش از ۲۰ دقیقه طول می‌کشد. این ممکن است به عنوان فشار، احساس تنگی قفسه سینه، مانند چاقو، پارگی، احساس سوزش توصیف شود (همه اینها در طی بیماری‌های دیگر نیز بروز می‌کند). این می‌تواند به عنوان یک اضطراب غیرقابل توضیح احساس شود، یا حتی ممکن است درد اصلاً وجود نداشته باشد.  علامت لوین، که در آن فرد درد قفسه سینه را با فشار دادن یکی از دو مشت بر روی جناغ خود، تعیین محل می‌کند، به‌طور کلاسیک تصور می‌شد که پیش‌بینی کننده درد قلبی قفسه سینه است، اگرچه یک مطالعه مشاهده ای آینده نگر نشان می‌دهد که از ارزش پیش‌بینی مثبت ضعیفی برخوردار است.
به‌طور معمول، درد قفسه سینه ناشی از ایسکمی، آنژین ناپایدار یا سکته قلبی، با استفاده از نیتروگلیسیرین کاهش می‌یابد، اما نیتروگلیسیرین همچنین ممکن است درد قفسه سینه ناشی از دلایل غیر قلبی را نیز تسکین دهد. 

### علائم همراه
درد قفسه سینه ممکن است با تعریق، حالت تهوع یا استفراغ و غش (سنکوپ) همراه باشد و این علائم نیز ممکن است بدون هیچ گونه دردی بروز کند. در زنان، شایعترین علائم سکته قلبی شامل تنگی نفس، ضعف و خستگی است. تنگی نفس یک علامت رایج است و گاهی تنها علامت است و زمانی به‌وجود می‌آید که آسیب به قلب باعث کاهش جریان خون خروجی بطن چپ می‌شود. در این حالت، تنگی نفس یا ناشی از اکسیژن کم خون یا ادم ریوی است. علائم دیگر کمتر شایع عبارتند از ضعف، سبکی سر، تپش قلب و اختلال در ضربان قلب یا فشار خون. این علائم احتمالاً در اثر افزایش شدید کاتکول آمین‌ها از سیستم عصبی سمپاتیک ایجاد می‌شود که در پاسخ به درد و در صورت وجود فشار خون پایین رخ می‌دهد. از دست دادن هوشیاری به دلیل جریان ناکافی خون در مغز و شوک قلبی، و مرگ ناگهانی، غالباً به دلیل ایجاد فیبریلاسیون بطنی، می‌تواند در سکته‌های قلبی رخ دهد. ایست قلبی و علائم غیرطبیعی مانند تپش قلب، بیشتر در زنان، افراد مسن، مبتلایان به دیابت، در افرادی که به تازگی جراحی شده‌اند و در بیماران بسیار بدحال اتفاق می‌افتد.

### سکته خاموش
سکته‌های قلبی «خاموش» می‌توانند بدون هیچ علائمی اتفاق بیفتند. این موارد را می‌توان بعداً در الکتروکاردیوگرام، با استفاده از آزمایش‌ها آنزیم خون یا در کالبد شکافی پس از مرگ شخص کشف کرد. چنین سکته‌های خفیف میوکارد بین ۲۲ تا ۶۴ درصد از سکته‌های قلبی را تشکیل می‌دهد، و در افراد مسن، در کسانی که دیابت شیرین دارند و بعد از پیوند قلب بیشتر دیده می‌شود. در افراد دیابتی، تفاوت در آستانه درد، نوروپاتی اتونوم و عوامل روانشناختی به عنوان دلیل احتمالی برای فقدان علائم ذکر شده است. در پیوند قلب، قلب اهدایی به‌طور کامل توسط سیستم عصبی گیرنده عصب دهی نمی‌شود.

## عوامل خطر
برجسته‌ترین فاکتورهای خطر سکته قلبی: سن بالاتر، سیگار کشیدن فعال، فشار خون بالا، دیابت شیرین و کلسترول تام و سطح لیپوپروتئین با چگالی بالا(HDL) است.  بسیاری از عوامل خطر سکته قلبی با بیماری عروق کرونر که علت اصلی سکته قلبی است، مشترک است. سایر عوامل خطر عبارتند از جنسیت مرد، سطح پایین فعالیت بدنی، سابقه خانوادگی گذشته، چاقی و مصرف الکل. عوامل خطر برای بیماری میوکارد اغلب در نمرات طبقه‌بندی فاکتورهای خطر مانند نمره خطر Framingham لحاظ می‌شوند. در هر سن خاص، مردان بیش از زنان در معرض ابتلا به بیماری‌های قلبی عروقی هستند. سطح بالای کلسترول خون یک عامل خطر شناخته شده است، به ویژه لیپوپروتئین با چگالی کم(LDL) اگر بالا باشد، لیپوپروتئین با چگالی بالا(HDL) اگر پایین باشد و تری گلیسیرید بالا.
بسیاری از عوامل خطر سکته قلبی به‌طور بالقوه قابل تغییر هستند که مهم‌ترین آنها سیگار کشیدن (از جمله دود سیگار) است. به نظر می‌رسد سیگار کشیدن علت حدود ۳۶٪ و چاقی علت ۲۰٪ بیماری عروق کرونر باشد. کمبود فعالیت بدنی به ۷–۱۲ درصد موارد مربوط می‌شود. علل کمتر شایع شامل علل مرتبط با استرس مانند استرس شغلی است که حدود ۳٪ موارد را تشکیل می‌دهد، و سطح استرس شدید مزمن.

### رژیم غذایی
شواهد مختلفی در مورد اهمیت چربی اشباع در ایجاد سکته‌های قلبی وجود دارد. در مطالعات نشان داده است که خوردن چربی polyunsaturated به جای چربی اشباع با کاهش خطر سکته قلبی همراه است، در حالی که مطالعات دیگر شواهد کمی در مورد تأثیر کاهش چربی اشباع شده در رژیم غذایی یا افزایش مصرف چربی polyunsaturated در رژیم غذایی بر خطر حمله قلبی نشان می‌دهد. به نظر نمی‌رسد که کلسترول غذایی تأثیر قابل توجهی بر کلسترول خون داشته باشد و بنابراین ممکن است نیازی به توصیه در مورد مصرف آن نباشد. به نظر می‌رسد چربی‌های ترانس خطر را افزایش می‌دهند. مصرف حاد و طولانی مدت مقادیر زیادی نوشیدنی‌های الکلی (۳–۴ یا بیشتر در روز) خطر حمله قلبی را افزایش می‌دهد.

### ژنتیک
سابقه خانوادگی بیماری ایسکمیک قلب یا سکته قلبی، به خصوص اگر فرد دارای یک فامیل درجه یک مرد (پدر، برادر) باشد که قبل از ۵۵ سالگی یا یک زن از بستگان درجه یک (مادر، خواهر) که قبل از ۶۵ سالگی سکته قلبی داشته باشد، خطر ابتلا به MI را افزایش می‌دهد.

## سازوکار

### تصلب شرایین (آتروسکلروز)
شایعترین علت سکته قلبی، پارگی پلاک آترواسکلروتیک در شریان تأمین کننده عضله قلب است. پلاک‌ها می‌توانند ناپایدار شوند، پاره شوند و علاوه بر این باعث ایجاد لخته خون شود که شریان را مسدود می‌کند. این واقعه می‌تواند در عرض چند دقیقه رخ دهد. انسداد شریان می‌تواند منجر به مرگ بافتی شود که از طریق آن شریان خون‌رسانی می‌شود. پلاک‌های آترواسکلروتیک اغلب قبل از بروز علائم، طی دهه‌ها وجود دارند.
تجمع تدریجی کلسترول و بافت الیافی در پلاک‌های دیواره عروق کرونر یا عروق دیگر، که به‌طور معمول طی دهه‌ها رخ می‌دهد، تصلب شرایین نامیده می‌شود. آترواسکلروز با التهاب پیشرونده دیواره رگها مشخص می‌شود. سلول‌های التهابی، به ویژه ماکروفاژها، به دیواره‌های شریانی آسیب دیده منتقل می‌شوند. با گذشت زمان، آنها مملو از محصولات کلسترول، به ویژه LDL می‌شوند و به سلول‌های کف آلود تبدیل می‌شوند. هسته کلسترول با مرگ سلولهای کف آلود تشکیل می‌شود. در پاسخ به فاکتورهای رشد ترشح شده توسط ماکروفاژها، عضله صاف و سلول‌های دیگر به داخل پلاک حرکت کرده و برای تثبیت آن عمل می‌کنند. یک پلاک پایدار ممکن است دارای پوشش الیافی ضخیم همراه با کلسیفیکاسیون باشد. اگر التهاب مداوم وجود داشته باشد، ممکن است پوشش نازک یا زخمی باشد. پلاک‌ها، به ویژه آنهایی که دارای پوشش نازک هستند، در معرض فشار جریان خون، ممکن است پاره شوند و باعث تشکیل لخته خون (ترومبوس) شوند. بلورهای کلسترول با پارگی پلاک از طریق آسیب مکانیکی و التهاب همراه بوده‌اند.

### مرگ بافت

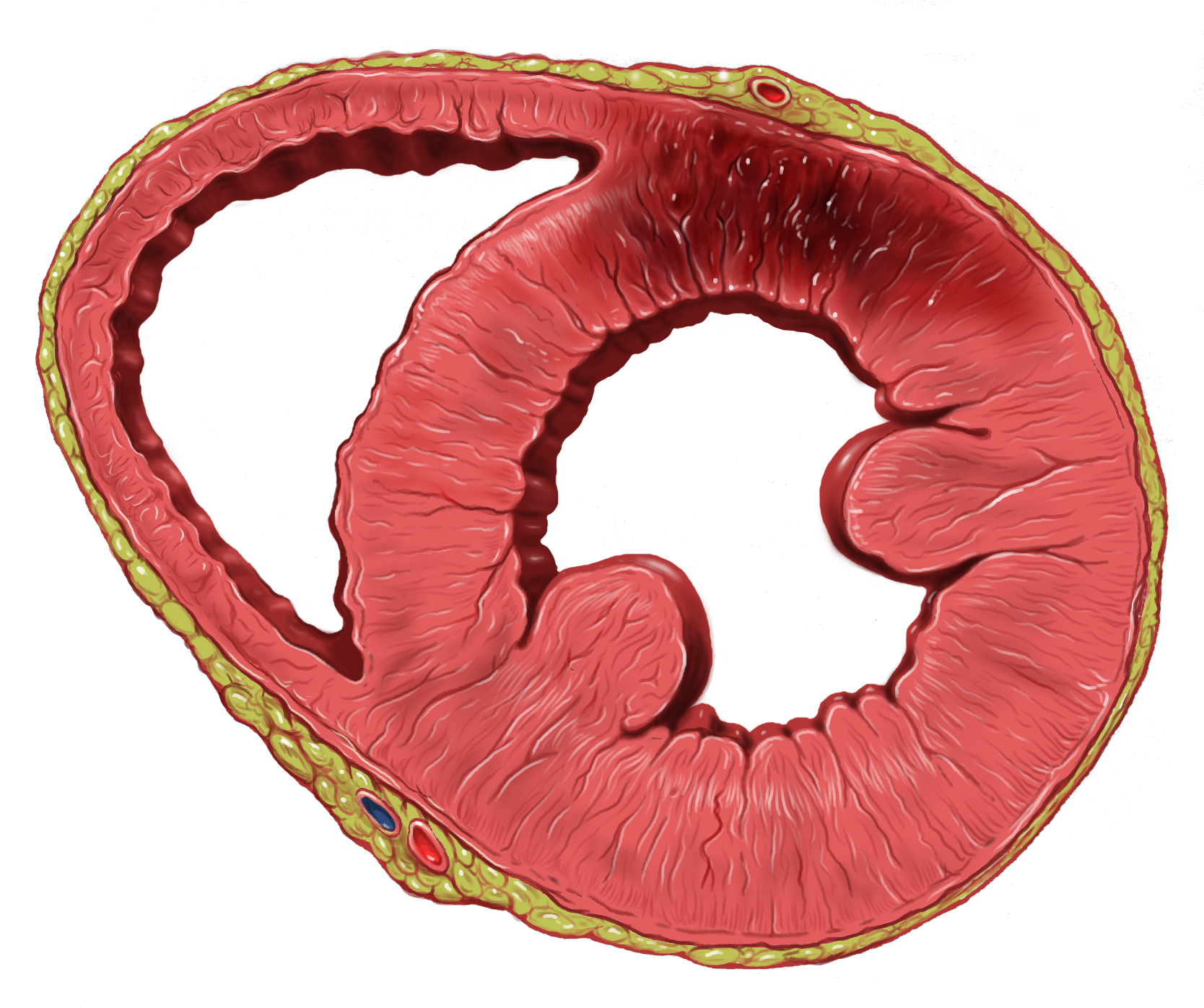
این نقاشی آنفارکتوس دیواره بطن چپ را نشان می‌دهد

اگر اختلال در جریان خون در قلب به اندازه کافی طولانی باشد، فرایندی به نام آبشار ایسکمیک را آغاز می‌کند. سلولهای قلب در محدوده انسداد شریان کرونر، عمدتاً از طریق نکروز می‌میرند و دوباره رشد نمی‌کنند. جای زخم کلاژن ایجاد می‌شود. هنگامی که یک شریان مسدود می‌شود، سلول‌ها اکسیژن لازم برای تولید ATP در میتوکندری را ندارند. ATP برای حفظ تعادل الکترولیت، به ویژه از طریق Na / K ATPase مورد نیاز است. این منجر به آبشار ایسکمیک تغییرات داخل سلولی، نکروز و آپوپتوز سلولهای آسیب دیده می‌شود.
سلولهای منطقه با کمترین جریان خون، درست در زیر سطح داخلی قلب (اندوکاردیوم)، بیشتر در معرض آسیب قرار دارند. ایسکمی ابتدا این ناحیه، یعنی ناحیه subendocardial را تحت تأثیر قرار می‌دهد و بافت در طی ۱۵–۳۰ دقیقه از قطع خونرسانی شروع به مردن می‌کند. بافت مرده توسط منطقه ای از ایسکمی بالقوه برگشت‌پذیر احاطه شده است که پیشرفت می‌کند تا به یک آنفارکتوس تمام جداری با ضخامت کامل تبدیل شود. «موج» اولیه انفارکت می‌تواند در طی ۳–۴ ساعت اتفاق بیفتد. این تغییرات در آسیب‌شناسی ماکروسکوپی مشاهده می‌شود و با وجود یا عدم وجود امواج Q بر روی نوار قلب قابل پیش‌بینی نیست. موقعیت، اندازه و میزان آنفارکتوس به شریان آسیب دیده، انسداد کامل یا ناکامل، مدت انسداد، وجود رگهای خونی جانبی، نیاز اکسیژن و موفقیت روش‌های مداخله ای بستگی دارد.
مرگ بافتی و اسکار میوکارد مسیرهای هدایت طبیعی قلب را تغییر داده و مناطق آسیب دیده را ضعیف می‌کند. اندازه و موقعیت مکانی، فرد را در معرض خطر ریتم غیرطبیعی قلب (آریتمی) یا انسداد کامل سیستم هدایتی قلب، آنوریسم بطن‌های قلب، التهاب دیواره قلب به دنبال آنفارکتوس و پارگی دیواره قلب قرار می‌دهد که می‌تواند عواقب فاجعه بار داشته باشد.
آسیب به میوکارد در هنگام پرفیوژن مجدد نیز اتفاق می‌افتد. این عارضه ممکن است به صورت آریتمی بطنی ظاهر شود. آسیب ناشی از پرفیوژن مجدد، نتیجه جذب کلسیم و سدیم از سلولهای قلبی و آزاد شدن رادیکال‌های اکسیژن در طی پرفیوژن مجدد است. پدیده عدم بازگشت مجدد - وقتی خون علی‌رغم از بین بردن انسداد، هنوز قادر به توزیع در میوکارد آسیب دیده نیست - نیز به آسیب میوکارد کمک می‌کند. تورم موضعی اندوتلیال یکی از عوامل مؤثر در بروز این پدیده است.

## تشخیص

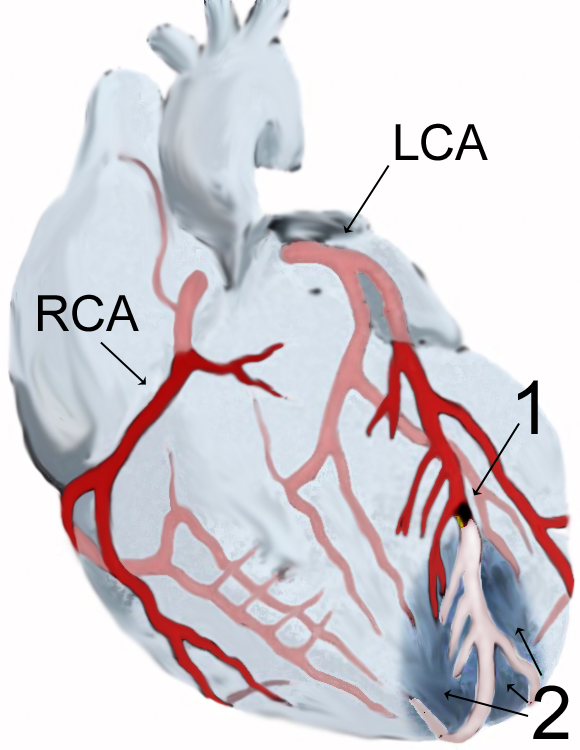
نموداری که خون رسانی به قلب را توسط دو رگ اصلی خونی، شریان‌های کرونر چپ و راست نشان می‌دهد (با برچسب LCA و RCA). سکته قلبی (۲) با انسداد شاخه ای از شریان کرونر چپ رخ داده است (۱).

### معیارها
سکته قلبی، طبق اجماع کنونی، توسط نشانگرهای زیستی قلبی با روند صعودی یا نزولی و حداقل یکی از موارد زیر تعریف می‌شود:
- علائم مربوط به ایسکمی
- تغییرات الکتروکاردیوگرام (ECG)، مانند تغییرات قطعه ST، بلوک شاخه چپ جدید، یا امواج Q پاتولوژیک
- تغییرات در حرکت دیواره قلب در تصویربرداری
- نمایش ترومبوس در آنژیوگرام یا در کالبد شکافی.

### انواع
آنفارکتوس میوکارد به‌طور کلی از نظر بالینی به ST-elevation MI (STEMI) و non-ST elevation MI (NSTEMI) طبقه‌بندی می‌شود. اینها بر اساس تغییرات ECG است. STEMIها حدود ۲۵–۴۰٪ از سکته‌های قلبی را تشکیل می‌دهند. یک سیستم طبقه‌بندی صریح تر، بر اساس اجماع بین‌المللی در سال ۲۰۱۲، نیز وجود دارد که سکته‌های قلبی را به پنج نوع طبقه‌بندی می‌کند:
1. ام آی خود به خودی مربوط به فرسایش پلاک و/ یا شکاف یا پارگی
2. ام آی مربوط به ایسکمی، مانند افزایش نیاز به اکسیژن یا کاهش عرضهٔ اکسیژن، به عنوان مثال اسپاسم عروق کرونر، آمبولی کرونر، کم خونی، آریتمی، فشار خون بالا یا فشار خون پایین
3. مرگ ناگهانی قلبی غیرقابل پیش‌بینی، از جمله ایست قلبی، جایی که علائم ممکن است نشان دهنده MI باشد، ECG ممکن است با تغییرات احتمالی گرفته شود، یا لخته شدن خون در شریان کرونر توسط آنژیوگرافی یا در کالبد شکافی دیده شود، اما نمونه‌های خون قابل دستیابی نیست، یا در زمانی قبل از ظهور نشانگرهای زیستی قلب در خون گرفته شود.
4. مرتبط با آنژیوپلاستی کرونر یا استنت
  - مرتبط با مداخله کرونر از راه پوست (PCI)
  - مرتبط با ترومبوز استنت که توسط آنژیوگرافی یا کالبد شکافی مستند شده است
5. مرتبط با CABG
6. در ارتباط با دایسکشن خود به خودی عروق کرونر در زنان جوان و سالم

### نشانگرهای زیستی قلب
تعدادی از نشانگرهای زیستی مختلف برای تعیین وجود آسیب عضلات قلب وجود دارد. تروپونین‌ها که از طریق آزمایش خون اندازه‌گیری می‌شوند، بهترین محسوب می‌شوند و ارجح هستند، زیرا حساسیت و اختصاصیت بیشتری برای اندازه‌گیری آسیب به عضله قلب نسبت به سایر آزمایش‌ها دارند. افزایش تروپونین طی ۲–۳ ساعت پس از آسیب به عضله قلب رخ می‌دهد و طی ۱–۲ روز به اوج خود می‌رسد. سطح تروپونین و همچنین تغییر در طول زمان در اندازه‌گیری و تشخیص یا رد کردن سکته‌های قلبی مفید است و دقت تشخیصی آزمایش تروپونین با گذشت زمان بهبود می‌یابد. یک تروپونین قلب با حساسیت بالا قادر است حمله قلبی را تا زمانی که نوار قلب طبیعی باشد رد کند.
آزمایش‌های دیگر، مانند CK-MB یا میوگلوبین، توصیه نمی‌شوند. CK-MB به اندازه تروپونین‌ها برای آسیب حاد میوکارد اختصاصی نیست و ممکن است با جراحی قلب قبلی، التهاب یا کاردیوورژن الکتریکی افزایش یابد. در عرض ۴–۸ ساعت افزایش می‌یابد و در طی ۲–۳ روز به حالت طبیعی برمی گردد.

### نوار قلب

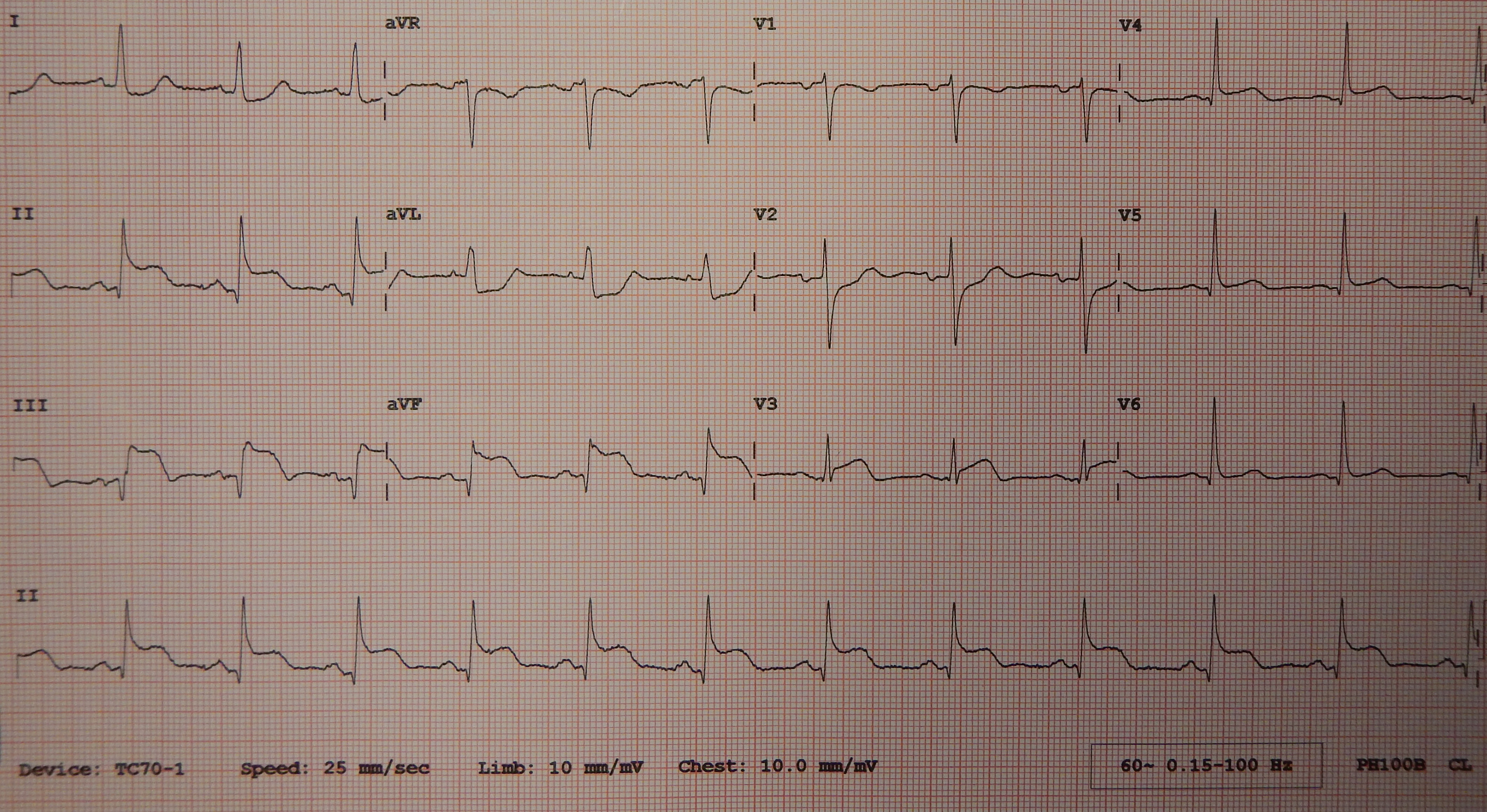
نوار قلب ۱۲ لید که یک STEMI را نشان می‌دهد. افزایش ارتفاع قطعه ST را می‌توان در برخی از لیدها مشاهده کرد..

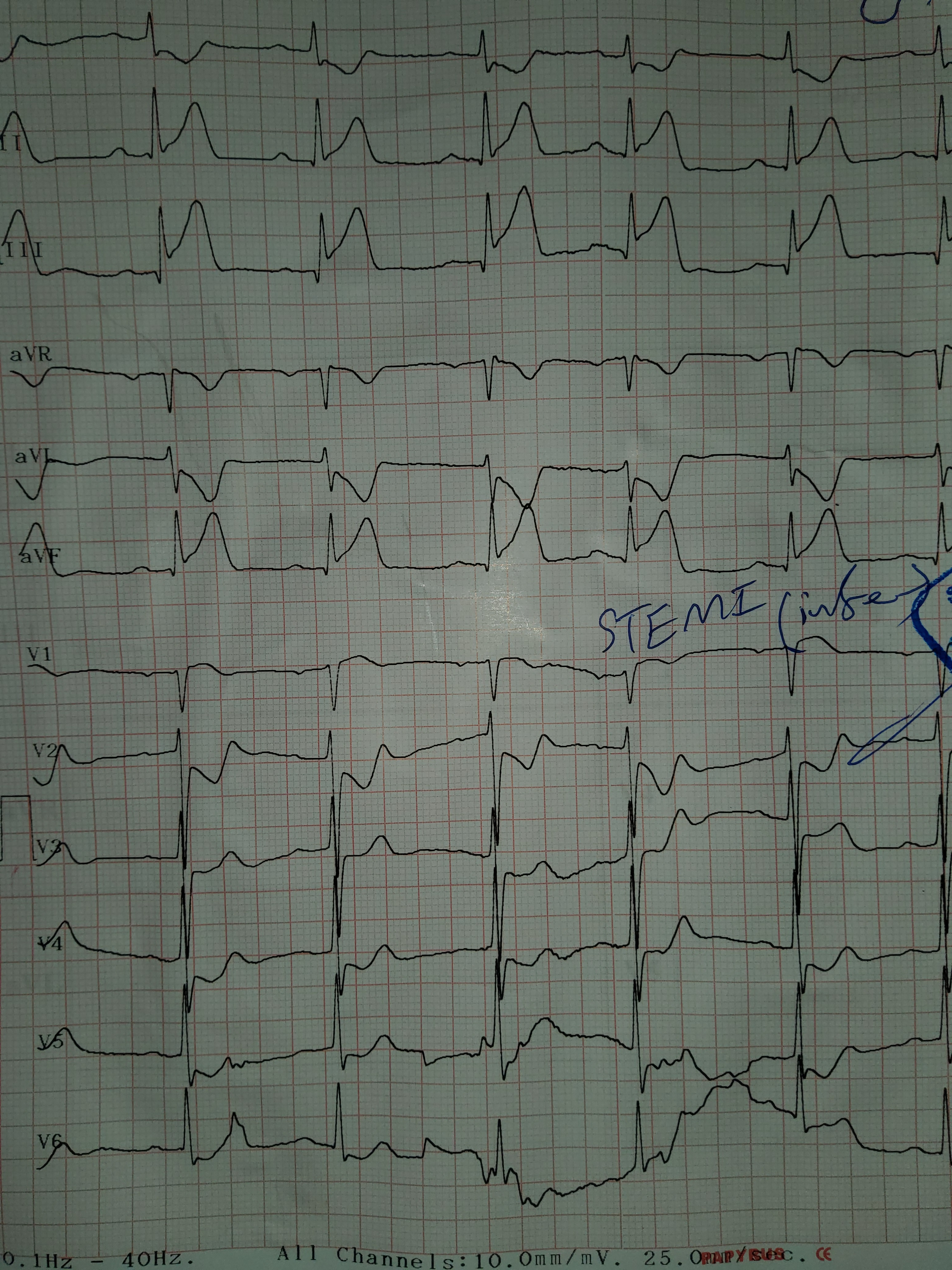
انفارکتوس میوکارد در لیدهای تحتانی قلب همراه با تغییرات آینه ای در لیدهای لترال و پر کوردیال

نوار قلب (ECG) مجموعه ای از لیدها است که بر روی قفسه سینه فرد قرار می‌گیرد و فعالیت الکتریکی مرتبط با انقباض عضله قلب را اندازه‌گیری می‌کند. گرفتن نوار قلب بخش مهمی در روند تشخیص AMI است، و نوار قلب اغلب فقط یک بار گرفته نمی‌شود بلکه ممکن است در عرض چند دقیقه تا چند ساعت تکرار شود، یا در پاسخ به تغییر علائم یا نشانه‌ها گرفته شود.
علاوه بر افزایش نشانگرهای زیستی، افزایش قطعه ST، تغییر شکل یا واژگونی امواج T، امواج Q جدید، یا یک بلوک شاخه چپ جدید می‌تواند برای تشخیص AMI استفاده شود. علاوه بر این، از بالارفتن قطعه ST می‌توان برای تشخیص سکته قلبی نوع STEMI استفاده کرد. این افزایش باید در V2 و V3 حداقل ۲ میلی‌متر (۰٫۲ میلی ولت) برای مردان یا بیش از ۱٫۵ میلی‌متر (۰٫۱۵ میلی ولت) برای زنان یا بیش از ۱ میلی‌متر (۰٫۱ میلی ولت) در دو لید مجاور دیگر قفسه سینه یا اندامی باشد. افزایش ارتفاع ST با آنفارکتوس همراه است و ممکن است قبل از آن تغییراتی نشانگر ایسکمی مانند افتادگی ST یا وارونگی امواج T رخ دهد. این ناهنجاری‌های نوار قلب می‌توانند به شناسایی محل آنفارکتوس، بر اساس لیدهایی که دچار تغییر شده‌اند، کمک کنند. قبل از STEMIها ممکن است ارتفاع موج T افزایش یابد. سایر ناهنجاری‌های ECG در ارتباط با عوارض سکته قلبی حاد میوکارد نیز ممکن است مشهود باشد، مانند فیبریلاسیون دهلیزی یا بطنی.

### تصویربرداری
تصویربرداری غیرتهاجمی نقش مهمی در تشخیص و توصیف سکته قلبی دارد. آزمایش‌هایی مانند اشعه ایکس قفسه سینه می‌تواند برای کشف و رد کردن علل دیگر علائم فرد مورد استفاده قرار گیرد. آزمایش‌هایی مانند اکوکاردیوگرافی حین استرس و تصویربرداری پرفیوژن میوکارد می‌تواند تشخیص را در صورت مطابقت با سابقه فرد، معاینه فیزیکی (از جمله معاینه قلب) نوار قلب و نشانگرهای زیستی قلب، تأیید کند.
اکوکاردیوگرافی که نوعی سونوگرافی از قلب است، قادر است قلب، اندازه، شکل آن و هر حرکت غیرطبیعی دیواره‌های قلب هنگام ضربان را که ممکن است نشان دهنده سکته قلبی باشد، تجسم کند. از جریان خون می‌توان تصویربرداری کرد و برای بهبود تصویر می‌توان از رنگهای حاجب استفاده کرد. اسکن‌های دیگر با استفاده از کنتراست رادیواکتیو شامل سی تی اسکن SPECT با استفاده از تالیوم، sestamibi (اسکن MIBI) یا تتروفوسمین است. یا اسکن PET با استفاده از Fludeoxyglucose یا rubidium-82. این اسکن‌های پزشکی هسته ای می‌تواند خونرسانی عضلات قلب را تجسم کند. همچنین از SPECT می‌توان برای تعیین قابلیت زنده ماندن بافت استفاده کرد و اینکه آیا مناطق ایسکمی قابل القا هستند یا خیر.
انجمن‌های پزشکی و دستورالعمل‌های حرفه ای توصیه می‌کنند که پزشک قبل از انجام آزمایش‌های تصویربرداری برای تشخیص، ثابت کند که فرد در معرض خطر بالای ابتلا به سکته قلبی است، زیرا چنین آزمایش‌هایی بعید است روند درمان را تغییر دهد و منجر به افزایش هزینه‌ها می‌شود. بیمارانی که نوار قلب طبیعی دارند و به عنوان مثال قادر به ورزش هستند، صلاحیت تصویربرداری معمول را ندارند.

## پیشگیری و نقش عوامل روانشناختی
در بین توصیه‌های سبک‌های زندگی و توصیه‌های فعالیتی برای جلوگیری از سکته قلبی و مواردی که ممکن است به عنوان پیشگیری ثانویه پس از سکته قلبی اولیه در نظر گرفته شود، یک همپوشانی بزرگ وجود دارد که دلیل آن، ریسک فاکتورهای مشترک و هدف مشترک برای کاهش آترواسکلروز است که عروق قلب را تحت تأثیر قرار می‌دهد.

### پیشگیری اولیه

#### سبک زندگی
فعالیت بدنی می‌تواند خطر بیماری‌های قلبی عروقی را کاهش دهد و به افراد در معرض خطر توصیه می‌شود که هفته ای ۱۵۰ دقیقه ورزش هوازی با شدت متوسط یا ۷۵ دقیقه ورزش هوازی سنگین انجام دهند. حفظ وزن مناسب، مصرف هرچه کمتر نوشیدنی‌های الکلی و ترک سیگار خطر بیماری‌های قلبی عروقی را کاهش می‌دهد.
جایگزینی چربیهای اشباع نشده از قبیل روغن زیتون و روغن کلزا به جای چربیهای اشباع، احتمالاً خطر سکته قلبی را کاهش می‌دهد، اگرچه توافق جهانی وجود ندارد. برخی از مقامات ملی، اصلاحات غذایی را با توصیه‌هایی از جمله افزایش مصرف نشاسته سبوس دار، کاهش مصرف قند (به ویژه قند تصفیه شده)، مصرف پنج قسمت میوه و سبزیجات روزانه، مصرف دو یا چند قسمت ماهی در هفته و مصرف ۴–۵ قسمت آجیل، دانه یا حبوبات بدون نمک در هفته توصیه می‌کنند. الگوی غذایی که بیشترین پشتیبانی را دارد رژیم‌های مدیترانه ای است. ویتامین‌ها و مکمل‌های معدنی هیچ اثری اثبات شده ندارند، و همچنین استنول‌های گیاهی یا استرول‌ها نیز مفید نیستند.
اقدامات بهداشت عمومی همچنین ممکن است در سطح جمعیتی موجب کاهش خطر سکته قلبی شوند، به عنوان مثال با کاهش رژیم‌های غذایی ناسالم (نمک بیش از حد، چربی اشباع و چربی ترانس) از جمله برچسب گذاری مواد غذایی و الزامات بازار و همچنین الزامات سرویس‌های پذیرایی و رستوران‌ها و تحریک فعالیت بدنی. این ممکن است بخشی از برنامه‌های منطقه ای پیشگیری از بیماری‌های قلبی عروقی یا از طریق ارزیابی تأثیرات بهداشتی برنامه‌ها و سیاست‌های منطقه ای و محلی باشد.
اکثر دستورالعمل‌ها ترکیب استراتژی‌های مختلف پیشگیری را توصیه می‌کنند. یک مطالعه مروری کوچرن در سال ۲۰۱۵ برخی شواهد را نشان داد که چنین روشی ممکن است روی فشار خون، شاخص توده بدن و دور کمر تأثیر بگذارد. با این حال، شواهد کافی برای اثرگذاری بر مرگ و میر یا حوادث قلبی عروقی واقعی وجود نداشت.

### دارو
داروهای استاتین که برای کاهش کلسترول خون استفاده می‌کنند، میزان بروز و مرگ و میر ناشی از سکته قلبی را کاهش می‌دهند. آنها اغلب در افرادی که در معرض خطر بالای بیماریهای قلبی عروقی هستند توصیه می‌شود.
آسپرین به‌طور گسترده در افرادی که در معرض خطر بیشتری برای سکته قلبی قرار دارند مورد مطالعه قرار گرفته است. بر اساس مطالعات بیشمار در گروه‌های مختلف (به عنوان مثال افراد مبتلا به دیابت یا فاقد دیابت)، به نظر نمی‌رسد فایده آن به اندازه کافی بیشتر از خطر خونریزی بیش از حد باشد. با این وجود، بسیاری از دستورالعمل‌های کار بالینی همچنان توصیه به مصرف آسپرین برای پیشگیری اولیه می‌کنند، و برخی از محققان بر این باورند افرادی که دارای خطر قلبی عروقی بسیار زیاد هستند اما خطر خونریزی کمی دارند، باید همچنان آسپرین دریافت کنند.

### پیشگیری ثانویه
توصیه‌ها شامل قطع سیگار، بازگشت تدریجی به ورزش، خوردن رژیم غذایی سالم، چربی اشباع کم و کلسترول کم و نوشیدن الکل در حد توصیه شده، ورزش و تلاش برای رسیدن به وزن سالم است. ورزش حتی در افرادی که دارای استنت یا نارسایی قلبی هستند، ایمن و مؤثر است. و توصیه می‌شود بعد از ۱ الی ۲ هفته به تدریج شروع شود. در مورد داروهای مورد استفاده و علائم هشدار دهنده افسردگی باید مشاوره داده شود. مطالعات قبلی مکمل اسیدهای چرب امگا ۳ را سودمند می‌دانستند اما این نظریه تأیید نشده است.

#### داروها
به دنبال حمله قلبی، نیترات‌ها به مدت دو روز مصرف می‌شوند و مهار کننده‌های ACE خطر مرگ را کاهش می‌دهند. سایر داروها عبارتند از:
آسپرین تا آخر عمر و همچنین یک عامل ضد پلاکت دیگر مانند کلوپیدوگرل یا تیکاگرلر (درمان ضد پلاکت دوتایی یا DAPT) تا دوازده ماه ادامه می‌یابد. اگر کسی شرایط پزشکی دیگری داشته باشد که به ضد انعقاد خون نیاز دارد (به عنوان مثال، وارفارین)، ممکن است لازم باشد این داروها بر اساس خطر حوادث بعدی قلبی و همچنین خطر خونریزی تنظیم شوند. در کسانی که استنت داشته‌اند، بیش از ۱۲ ماه کلوپیدوگرل به علاوه آسپرین خطر مرگ را تحت تأثیر قرار نمی‌دهد.
درمان بلاک کننده بتا مانند متوپرولول یا کارودیلول توصیه می‌شود ظرف ۲۴ ساعت شروع شود به شرط آنکه نارسایی حاد قلبی یا بلوک قلبی وجود نداشته باشد. دوز آن باید به بیشترین میزان تحمل افزایش یابد. برخلاف آنچه مدتها تصور می‌شد به نظر نمی‌رسد استفاده از مسدود کننده‌های بتا بر میزان خطر مرگ تأثیر بگذارد، احتمالاً به این دلیل که سایر درمان‌های MI نیز ارتقا یافته است. وقتی داروی مسدودکننده بتا در ۲۴–۷۲ ساعت اول STEMI داده می‌شود، هیچ انسانی از مرگ نجات نمی‌یابد. با این حال، از هر ۲۰۰ نفر، در ۱ نفر از حمله قلبی مکرر و از هر ۲۰۰ نفر در ۱ نفر از ریتم غیرطبیعی قلب پیشگیری می‌شود. علاوه بر این، در ۱ از هر ۹۱ نفر، دارو باعث کاهش موقتی توانایی قلب در پمپاژ خون می‌شود.
درمان با مهارکننده ACE باید ظرف ۲۴ ساعت شروع شود و به مدت نامحدود با بالاترین دوز قابل تحمل ادامه یابد. این در صورتی است که هیچ شواهدی از تشدید نارسایی کلیه، پتاسیم بالا، فشار خون پایین یا تنگی عروق کلیوی شناخته شده وجود نداشته باشد. کسانی که تحمل مهار کننده‌های ACE را ندارند ممکن است با یک آنتاگونیست گیرنده آنژیوتانسین II تحت درمان قرار بگیرند.
نشان داده شده است درمان با استاتین باعث کاهش مرگ و میر و حوادث بعدی قلبی می‌شود و باید با هدف کاهش کلسترول LDL شروع شود. داروهای دیگری مانند ازتیمیب نیز ممکن است با این هدف اضافه شوند.
اگر شواهدی از اختلال عملکرد بطن چپ بعد از MI وجود داشته باشد، ممکن است از آنتاگونیست‌های آلدوسترون (اسپیرونولاکتون یا اپلرونون) استفاده شود که بهتر است پس از شروع درمان با یک مهار کننده ACE باشد.

## درمان
سکته قلبی نیاز به مراقبت فوری پزشکی دارد. هدف از درمان، حفظ هرچه بیشتر عضله قلب و جلوگیری از عوارض بعدی است. درمان بستگی به این دارد که سکته قلبی STEMI باشد یا NSTEMI. به‌طور کلی درمان به منظور باز کردن انسداد رگ‌های خونی، کاهش بزرگ شدن لخته خون، کاهش ایسکمی و اصلاح عوامل خطر با هدف جلوگیری از سکته قلبی در آینده است. علاوه بر این، درمان اصلی سکته قلبی از نوع STEMI شامل ترومبولیز یا مداخله کرونر از راه پوست (PCI) است، اگرچه PCI نیز به‌طور ایده‌آل در طی ۱–۳ روز برای NSTEMI انجام می‌شود. [۶۹] علاوه بر قضاوت بالینی، از سیستم‌های امتیازدهی خطر مانند TIMI و GRACE ممکن است برای تصمیم‌گیری درمانی استفاده شود.

### درد
درد همراه با سکته قلبی ممکن است با نیتروگلیسیرین یا مرفین درمان شود. نیتروگلیسیرین (در زیر زبان یا به صورت داخل وریدی داده می‌شود) ممکن است خون رسانی به قلب را بهبود بخشد و بار کاری عضله قلب را کاهش دهد. نیتروگلیسیرین بخش مهمی از درمان به دلیل تسکین درد آن است، اگرچه هیچ فایده ای برای مرگ و میر ندارد. از مورفین نیز ممکن است استفاده شود و برای دردهای مرتبط با STEMI مؤثر است.

### داروهای ضد لخته
آسپرین، که یک داروی ضد پلاکت است، با دوز بارگیری با هدف کاهش اندازه لخته و کاهش لخته شدن بیشتر در شریان آسیب دیده تجویز می‌شود. مشخص شده است که آسپرین حداقل ۵۰٪ از مرگ و میر ناشی از سکته قلبی حاد را کاهش می‌دهد. مهار کننده‌های P2Y12 مانند کلوپیدوگرل، پراسوگرل و تیکاگرلور نیز به‌طور همزمان، به شکل دوز بارگیری تجویز می‌شوند، دوز دارو بستگی به این دارد که آیا در قدم بعدی درمان جراحی یا فیبرینولیز (حل کردن لخته با دارو) در نظر گرفته شده است. پراسوگرل و تیکاگرلور در رهنمودهای اروپا و آمریکا توصیه می‌شود، زیرا آنها با سرعت و ثبات بیشتری نسبت به کلوپیدوگرل فعال می‌شوند. مهار کننده‌های P2Y12 در هر دو مورد NSTEMI و STEMI، از جمله در PCI، توصیه می‌شود، همچنین شواهدی وجود دارد که مرگ و میر را بهبود می‌بخشد. هپارین‌ها، به ویژه به شکل شکسته نشده، در چندین نقطه از آبشار لخته عمل می‌کنند، به جلوگیری از بزرگ شدن لخته کمک می‌کنند، و همچنین در سکته قلبی داده می‌شوند، به دلیل شواهدی که نشان می‌دهد با تجویز آن‌ها میزان مرگ و میر بهبود می‌یابد. در سناریوهای بسیار پر خطر، ممکن است از مهارکننده‌های گیرنده پلاکت گلیکوپروتئین αIIbβ3a مانند اپتیفیباتید یا تیروفیبان استفاده شود.
شواهد متغیری در مورد مزایای این داروها در کاهش مرگ و میر در NSTEMI وجود دارد. یک مطالعهٔ مروری در سال ۲۰۱۴ در مورد مهارکننده‌های P2Y12 مانند کلوپیدوگرل نشان داد که تجویز آنها قبل از PCI به افرادی که مشکوک به NSTEMI هستند خطر مرگ را کاهش نمی‌دهد و همچنین هپارین‌ها خطر مرگ را تغییر نمی‌دهند. آنها خطر ابتلا به سکته قلبی را در آینده کاهش می‌دهند.

### آنژیوگرافی

Inserting a stent to widen the artery.

مداخله اولیه کرونر از راه پوست (PCI) در صورتی که بتوان آن را به موقع انجام داد، در حالت ایده‌آل طی ۹۰–۱۲۰ دقیقه پس از تماس با یک اورژانس ۱۱۵، درمان انتخابی برای STEMI است. برخی توصیه می‌کنند که این کار در NSTEMI طی ۱ تا ۳ روز انجام شود، خصوصاً در صورتی که بیمار در معرض خطر بالا باشد. با این حال، یک بررسی در سال ۲۰۱۷ تفاوتی بین PCI اولیه و تأخیری در NSTEMI پیدا نکرد.
در روش PCI، از پروب‌های کوچکی استفاده می‌شود که از طریق رگ‌های خونی محیطی مانند شریان فمورال (در کشالهٔ ران) یا شریان رادیال (در دست) به رگ‌های خونی قلب وارد می‌شود. سپس از پروب‌ها برای شناسایی و پاکسازی انسداد با استفاده از بالن‌های کوچک استفاده می‌شود، این بالون‌ها از قطعه مسدود شده عبور داده می‌شود و لخته را پس از باد کردن بالون به عقب می‌کشد یا اینکه یک استنت پس از باد کردن بالون جاسازی می‌شود. پیوند عروق برای دور زدن محل انسداد در عروق کرونر(CABG) فقط زمانی در نظر گرفته می‌شود که ناحیه آسیب دیده عضله قلب زیاد باشد و PCI نامناسب باشد، به عنوان مثال در افراد دارای آناتومی پیچیده عروق قلب. پس از PCI، افراد به مدت نامحدود تحت درمان با آسپرین و تحت درمان پلاکت به‌صورت دو دارویی (به‌طور کلی آسپرین و کلوپیدوگرل) قرار می‌گیرند.

### فیبرینولیز
اگر PCI در طی ۹۰ تا ۱۲۰ دقیقه در STEMI امکان‌پذیر نباشد، فیبرینولیز، ترجیحاً ظرف ۳۰ دقیقه پس از ورود به بیمارستان، توصیه می‌شود. اگر فردی ۱۲ تا ۲۴ ساعت علائم داشته است، شواهد برای اثربخشی ترومبولیز کمتر است و اگر بیش از ۲۴ ساعت علائم داشته است، توصیه نمی‌شود. ترومبولیز شامل تجویز دارویی است که آنزیم‌هایی را که به‌طور معمول لخته‌های خون را حل می‌کنند فعال می‌کند. این داروها شامل فعال کننده پلاسمینوژن بافتی، reteplase، استرپتوکیناز و tenecteplase است.
موارد منع مصرف واضح در استفاده از عوامل فیبرینولیتیک شامل سابقه خونریزی عروق مغزی در هر زمان، سکته مغزی غیر هموراژیک یا سایر حوادث عروقی مغزی در سال گذشته، فشار خون بالا (فشار شریانی سیستولیک با اطمینان تعیین شده> ۱۸۰ میلی‌متر جیوه و / یا فشار دیاستولیک> ۱۱۰ میلی‌متر جیوه) در هر زمان از تظاهرات حاد، شک به دایسکشن آئورت و خونریزی داخلی فعال (به استثنای قاعدگی). در حالی که سن بالا با افزایش احتمال عوارض خونریزی دهنده همراه است، اما به نظر می‌رسد اگر هیچ منع مصرف دیگری وجود نداشته باشد و بنظر برسد که مقدار قابل توجهی از میوکارد در معرض خطر است، فواید استفاده از فیبرینولیتیک در افراد مسن استفاده از آن را توجیه می‌کند.
موارد منع مصرف نسبی برای درمان فیبرینولیتیک، که نیاز به ارزیابی نسبت خطر به سود دارد، شامل استفاده فعلی از داروهای ضد انعقاد خون (INR ≥۲)، یک عمل تهاجمی یا جراحی اخیر (<۲ هفته) یا احیای قلبی ریوی طولانی مدت (> ۱۰ دقیقه)، بیماری خونریزی دهندهٔ شناخته شده، بارداری، بیماری چشم خونریزی دهنده (به عنوان مثال، رتینوپاتی دیابتی خونریزی دهنده)، بیماری زخم معده فعال و سابقه فشار خون شدید که در حال حاضر به میزان کافی کنترل شده است. اگر استرپتوکیناز در فاصلهٔ زمانی بین ۵ روز تا ۲ سال قبل دریافت شده باشد، به دلیل خطر واکنش آلرژیک، بیماران نباید استرپتوکیناز دریافت کنند.
واکنش‌های آلرژیک به استرپتوکیناز در حدود ۲ درصد بیمارانی که آن را دریافت می‌کنند رخ می‌دهد. در حالی که درجات جزئی افت فشار خون در ۴–۱۰٪ از بیماران با این دارو رخ می‌دهد، با این وجود، افت فشار خون قابل توجه، اگرچه به ندرت، همراه با واکنش‌های شدید آلرژیک رخ می‌دهد.
خونریزی شایع‌ترین و بالقوه جدی‌ترین عارضه است. از آنجا که در مواردی که بیماران به روشهای تهاجمی نیاز دارند، دوره‌های خونریزی که به تزریق خون نیاز دارند شایع تر است، بنابراین در بیمارانی که از عوامل فیبرینولیتیک استفاده می‌کنند، باید از مداخلات وریدی یا شریانی غیر ضروری اجتناب شود. سکته مغزی خونریزی دهنده جدی‌ترین عارضه است و در حدود ۰٫۵–۰٫۹ درصد بیمارانی که تحت درمان با این عوامل هستند رخ می‌دهد. این میزان با بالا رفتن سن افزایش می‌یابد، بدین صورت که، بیماران بیشتر از ۷۰ سال در مقایسه با بیماران کمتر از ۶۵ سال تقریباً دو برابر میزان خونریزی داخل جمجمه ای دارند. کارازمایی‌های بالینی در مقیاس بزرگ نشان می‌دهد که میزان خونریزی داخل جمجمه با tPA یا rPA کمی بیشتر از استرپتوکیناز است.
بر اساس مطالعات انجام شده در کشورهای با درآمد بالاتر، ترومبولیز قبل از بیمارستان زمان شروع درمان با ترومبولیتیک را کاهش می‌دهد، اما مشخص نیست که آیا تأثیری بر میزان مرگ و میر دارد یا خیر.

## پیش آگهی
پیش آگهی بیمارانی که از یک سندرم حاد کرونر جان سالم به در برده‌اند، به میزان باقی مانده ایسکمی میوکارد، میزان آسیب میوکارد و وجود آریتمی‌های بطنی مرتبط است. تقریباً در یک چهارم موارد MI، مرگ در عرض چند دقیقه بدون مراقبت‌های پزشکی اتفاق می‌افتد. نیمی از مرگ و میرها طی ۲۴ ساعت از شروع علائم رخ می‌دهد و حدود ۴۰٪ از کل بیماران مبتلا در ماه اول می‌میرند. پیش آگهی کسانی که تا رسیدن به بیمارستان زنده مانده‌اند بسیار بهتر است و بیش از ۸۵٪ زنده ماندن در ۲۸ روز اول است. میزان مرگ و میر بیماران با آنژین ناپایدار تقریباً نصف بیماران مبتلا به MI است. مرگ زودرس معمولاً به دلیل آریتمی است و مستقل از وسعت MI است. با این حال، نتایج دیررس بستگی به میزان آسیب میوکارد دارد و از ویژگی‌های نامطلوب می‌توان به عملکرد ضعیف بطن چپ، بلوک AV و آریتمی‌های بطنی مداوم اشاره کرد. پیش آگهی آنفارکتوس قدامی از آنفارکتوس تحتانی بدتر است. بلوک شاخه ای و سطح مارکرهای قلبی بالا هر دو نشان دهنده آسیب گسترده قلبی است. پیری، افسردگی و انزوای اجتماعی نیز با مرگ و میر بالاتر همراه است. از کسانی که از حمله حاد جان سالم به در می‌برند، بیش از ۸۰٪ یک سال دیگر، حدود ۷۵٪ ۵ سال، ۵۰٪ ۱۰ سال و ۲۵٪ ۲۰ سال زندگی می‌کنند.

## عوارض
عوارض ممکن است در همه اشکال سندرم حاد کرونر اتفاق بیفتد اما در عصر جدید با احیای فوری یا زودهنگام جریان خون عروق کرونر کمتر دیده می‌شود. عوارض خاص سندرم حاد کرونر و مدیریت آنها در زیر بحث شده است:

### آریتمی
آریتمی در بیماران مبتلا به سندرم کرونر حاد شایع است، اما اغلب گذرا هستند و از نظر همودینامیک یا پیش آگهی اهمیت ندارند. خطر آریتمی را می‌توان با تسکین درد کافی، استراحت و اصلاح هیپوکالمی به حداقل رساند. VF در ۵–۱۰٪ از بیمارانی که به بیمارستان می‌رسند رخ می‌دهد و تصور می‌شود علت اصلی مرگ و میر در کسانی است که قبل از دریافت مراقبت‌های پزشکی می‌میرند. دفیبریلاسیون سریع ریتم سینوسی را برمی‌گرداند و نجات دهنده حیات است. پیش آگهی بیماران با VF زودرس (در ۴۸ ساعت اول) که با موفقیت و بلافاصله احیا می‌شوند با بیمارانی که دچار VF نمی‌شوند یکسان است. وجود آریتمی‌های بطنی در مرحله نقاهت در سندرم حاد کرونر ممکن است نشانگر عملکرد ضعیف بطن باشد و ممکن است نشانه ای قبل از مرگ ناگهانی باشد. برخی بیماران ممکن است از آزمایش الکتروفیزیولوژیک و درمان ضد آریتمی خاص (از جمله ICDها) سود ببرند. AF یک آریتمی شایع اما گذرا است و معمولاً به درمان فوری نیاز ندارد. با این حال، اگر باعث پاسخ بطنی سریع همراه با افت فشار خون یا فروپاشی گردش خون شود، کاردیوورژن سریع ضروری است. در حالت‌های دیگر، دیگوکسین یا مسدود کننده β معمولاً درمان انتخابی است. AF ممکن است یکی از ویژگی‌های نارسایی قریب‌الوقوع یا آشکار بطن چپ باشد و در صورت عدم شناسایی و درمان مناسب نارسایی قلبی زمینه ای، درمان AF ممکن است بی اثر باشد. در صورت ادامه AF، داروی ضد انعقاد خون لازم است. ممکن است برادی کاردی رخ دهد اما به درمان احتیاج ندارد مگر اینکه افت فشار خون یا اختلال همودینامیکی وجود داشته باشد، در این صورت ممکن است آتروپین (۰٫۶–۱٫۲ میلی‌گرم IV) تجویز شود. MI تحتانی ممکن است با اضافه شدن بلوک AV عارضه دار شود، که معمولاً موقتی است و اغلب پس از احیای مجدد جریان خون برطرف می‌شود. در صورت وخامت حال بالینی به دلیل بلوک AV درجه ۲ یا کامل، باید یک ضربان ساز موقت در نظر گرفته شود. بلوک AV که در اثر آنفارکتوس قدامی ایجاد می‌شود جدی تر است زیرا ممکن است به‌طور ناگهانی آسیستول بدهد. یک ضربان ساز موقت به‌طور پیشگیرانه باید در این بیماران قرار داده شود.

### آنژین مکرر
بیمارانی که به دنبال سندرم حاد کرونر دچار آنژین مکرر در حالت استراحت یا با حداقل فعالیت می‌شوند، در معرض خطر بالایی هستند و باید آنها را برای آنژیوگرافی سریع کرونر با هدف برقراری مجدد جریان عروق کرونر در نظر گرفت. بیماران مبتلا به تغییرات پویا در ECG و درد مداوم باید با آنتاگونیست‌های گیرنده گلیکوپروتئین IIb / IIIa داخل وریدی درمان شوند. بیمارانی که دارای درد مقاوم یا تغییرات همودینامیکی آشکار هستند باید از نظر نیاز به بالون پمپ داخل آئورت (intra aortic balloon counterpulsation) و بازگشایی مجدد عروق کرونر مورد بررسی قرار گیرند. آنژین پس از آنفارکتوس در ۵۰٪ بیماران تحت درمان با ترومبولیز رخ می‌دهد. اکثر بیماران با وجود ترومبولیز موفق، دارای تنگی باقیمانده در رگ مربوط به آنفارکتوس هستند و وجود میوکارد زنده در پایین دست ممکن است باعث آنژین شود. به همین دلیل، تمام بیمارانی که ترومبولیز موفقیت‌آمیز دریافت کرده‌اند، باید برای آنژیوگرافی عروق کرونر زودرس (در ۶ تا ۲۴ ساعت اول) با هدف بازگشایی مجدد عروق کرونر مد نظر قرار گیرند.

#### شوک کاردیوژنیک
شوک کاردیوژنیک مانند نارسایی قلبی است، با این تفاوت که جدی تر است. این شوک هنگامی بروز می‌دهد که عضله قلب به‌طور گسترده آسیب دیده و عملکرد بسیاری از بخش‌های بدن به دلیل ناتوانی قلب در پمپاژ مناسب، دچار اختلال شود. علائم این شوک شامل نمونه‌های زیر هستند:
- افت هوشیاری
- سردی دست‌ها و پاها
- کاهش ادرار یا قطع ادرار
- افزایش سرعت ضربان قلب یا تنفس
- رنگ پریدگی پوست
- افزایش تعداد تنفس